# Anton Vorobiov
Anton Guennàdievitx Vorobiov (en rus Антон Геннадьевич Воробьёв) (Dmítrov, 12 d'octubre de 1990) és un ciclista rus, professional des del 2010 i actualment a l'equip Gazprom-RusVelo. El 2012 es va proclamar Campió del món en contrarellotge sub-23.

## Palmarès
- 2010
  - Vencedor de 2 etapes del Memorial Colonel Skopenko
- 2011
  -  Campió de Rússia sub-23 en contrarellotge
  - 1r al Memorial Davide Fardelli
- 2012
  -  Campió del món sub-23 en contrarellotge
  -  Campió de Rússia sub-23 en ruta
  -  Campió de Rússia sub-23 en contrarellotge
- 2014
  -  Campió de Rússia en contrarellotge
- 2015
  - Vencedor d'una etapa als Tres dies de Flandes Occidental
- 2016
  - Vencedor de 2 etapes del Circuit de la Sarthe
- 2018
  - 1r a la Friendship People North-Caucasus Stage Race i vencedor de 2 etapes
  - Vencedor d'una etapa als Cinc anells de Moscou

### Resultats al Giro d'Itàlia
- 2015. No surt (3a etapa)
- 2016. 100è de la classificació general